# Alfons Walde
Alfons Walde (8 février 1891 - 11 décembre 1958) est un artiste et architecte autrichien.

## Œuvre
Walde est surtout connu pour ses peintures représentant paysages d'hiver, des scènes de la vie quotidienne dans le Tyrol ainsi que des scènes de ski et de sport, peintes à la détrempe ou à la peinture à l'huile. Son style se caractérise par un dessin épuré, l'utilisation d'empâtements et l'emploi de couleurs pastel. Beaucoup de ses œuvres peuvent sont conservées au musée de Kitzbühel.

## Vie et carrière
Walde est né à Oberndorf (près de Kitzbühel) dans le Tyrol. Il réalise ses premières aquarelles et peintures à la détrempe pendant ses années d'école. De 1910 à 1914, il étudie l'architecture à la Technische Hochschule de Vienne, tout en poursuivant sa formation de peintre. Dans la métropole danubienne, il fréquente des cercles artistiques incluant Egon Schiele et Gustav Klimt. Il est particulièrement influencé par l'œuvre de Ferdinand Hodler.
En 1911, l'œuvre de Walde est exposée pour la première fois à Innsbruck. En 1913, quatre peintures au thème rural sont présentées à la prestigieuse exposition de la Sécession de Vienne. De 1914 à 1917, il participe activement à la Première Guerre mondiale en tant que Kaiserschütze tyrolien en haute montagne. De retour à Kitzbühel, il se consacre pleinement à la peinture et participe à nouveau aux expositions de la Sécession et du Künstlerhaus de Vienne tout au long des années 1920. À partir de 1926, il conçoit également de nombreuses affiches.
Alfons Walde est décédé d'une crise cardiaque le 11 décembre 1958 à Kitzbühel.